# باشگاه فوتبال ارگوتلیس
باشگاه فوتبال ارگوتلیس (یونانی: Γυμναστικός Σύλλογος «O Εργοτέλης» Ηρακλείου Κρήτης, Γ. Σ. Εργοτέλης) یک باشگاه فوتبال یونانی است که در هراکلیون قرار دارد.
این باشگاه در حال حاضر در سوپر لیگ ۲ فوتبال یونان، سطح دوم سیستم لیگ فوتبال یونان، رقابت می کند و میزبان بازی های خانگی خود در استادیوم پانکریتیو، بزرگ‌ترین و مدرن‌ترین مکان ورزشی شهر است.